# Елеонора Прованська
Елеонора Прованська (англ. Eleanor of Provence; нар. бл. 1223, Екс-ан-Прованс, Франція — пом. 26 червня 1291, Еймсбері, Англія) — королева Англії, дочка Раймона Беренгера V, графа Прованського, і Беатріс Савойської, дружина короля Англії Генріха III.

## Біографія

Герб Елеонори Прованської

Елеонора була другою дочкою графа Прованського Раймона Беренгера V і його дружини Беатрис Савойської. У неї було ще три сестри, з яких Маргарита в 1234 році вийшла заміж за короля Франції Людовика IX Святого, Санча, яка вийшла заміж в 1243 році за молодшого брата Генріха III, Річарда Корнуельського, який став у майбутньому королем Німеччини, і Беатриса, що вийшла в 1246 році заміж за Карла I Анжуйського, майбутнього короля Сицилії.
Елеонора, за відгуками сучасників, так само, як її мати і сестри, відрізнялася красою. У 1236 році у віці 12 років вона була видана заміж за короля Англії Генріха III. Церемонія відбулася 14 січня в Кентерберійському соборі, проводив її архієпископ Кентерберійський Едмунд Річ. 20 січня того ж року вона була коронована в Вестмінстері.
Вона була відданою супутницею свого чоловіка, маючи на нього значний вплив. Завдяки їй в Англії з'явилися велика кількість родичів по материнській лінії, «Савоярів» (англ. the Savoyards), як їх називали. Під час повстання Симона де Монфора 13 липня 1263 року баржа, на якій вона перетинала під вітрилом Темзу, була атакована громадянами Лондона. Її врятував Томас Фіц, мер Лондона.
Після смерті чоловіка Елеонора жила при дворі свого сина Едуарда I, беручи участь у вихованні своїх онуків, дітей Едуарда — Генріха і Елеонори, а також сина дочки Беатріс — Жана. Після смерті в 1274 році свого онука Генріха Елеонора заснувала в його пам'ять монастир в Гілфорді. Незабаром вона пішла в жіночий монастир.
Померла Елеонора в 1291 році у Еймсбері.

## Шлюб і діти
Чоловік: з 14 січня 1236 року (Кентерберійський собор, Кентербері, Англія) Генріх III (1 жовтня 1207 — 16 листопада 1272)
1. Едуард I (17 червня 1239 — 7 липня 1307), король Англії (1272—1307)
2. Маргарита (1240—1275); чоловік: Олександр III (4 вересня 1241 — 19 березня 1286), король Шотландії
3. Беатриса (1242—1275); чоловік: Жан II (1239 — 18 листопада 1305), герцог Бретані
4. Едмунд Горбатий (16 січня 1245 — 5 червня 1296), 1-й граф Ланкастер
5. Катерина (25 листопада 1253 — 3 травня 1257), за словами Матвія Паризького, була «німою і ні до чого не придатною, хоча досить і пригожою», «королева настільки була вражена її смертю, що захворіла, і довго не видужувала, оскільки ні знання лікарів, ні розради близьких не приносили їй полегшення».